# Puhovac (Zenica)
Pour les articles homonymes, voir Puhovac.
Puhovac (en cyrillique : Пуховац) est un village de Bosnie-Herzégovine. Il est situé sur le territoire de la ville de Zenica, dans le canton de Zenica-Doboj et dans la fédération de Bosnie-et-Herzégovine. Selon les premiers résultats du recensement bosnien de 2013, il compte 448 habitants.

## Démographie

### Évolution historique de la population dans la localité
| 1948 | 1953 | 1961 | 1971 | 1981 | 1991 | 2013 |
| ---- | ---- | ---- | ---- | ---- | ---- | ---- |
| -    | -    | 285  | 326  | 346  | 399  | 448  |

|  |

### Communauté locale
En 1991, la communauté locale de Puhovac comptait 648 habitants, répartis de la manière suivante :